# Yin Yufeng
Yin Yufeng (en chino: 殷 玉峰; 29 de mayo de 1979) es una deportista china que compitió en judo. Ganó una medalla de plata en el Campeonato Mundial de Judo de 1999, y dos medallas de oro en el Campeonato Asiático de Judo en los años 1999 y 2000.

## Palmarés internacional
| Campeonato Mundial  | Campeonato Mundial       | Campeonato Mundial | Campeonato Mundial |
| Año                 | Lugar                    | Medalla            | Categoría          |
| ------------------- | ------------------------ | ------------------ | ------------------ |
| 1999                | Birmingham (Reino Unido) | Medalla de plata   | –78 kg             |
| Campeonato Asiático |                          |                    |                    |
| Año                 | Lugar                    | Medalla            | Categoría          |
| 1999                | Wenzhou (China)          | Medalla de oro     | –78 kg             |
| 2000                | Osaka (Japón)            | Medalla de oro     | –78 kg             |